# Синьориле, Клаудио
Клаудио Синьориле (итал. Claudio Signorile; род. 9 сентября 1937, Бари) — итальянский политик.

## Биография
Клаудио Синьориле родился 9 сентября 1937 года. 
Он получил диплом по литературе и преподавал современную историю в университетах Рима и Сассари, а также современную историю в Университете Лечче. Он был членом Итальянской социалистической партии, став национальным секретарём Социалистической федерации молодежи, а затем заместителем секретаря партии с 1978 по 1981 год.
С 1981 по 1983 год он был министром по чрезвычайным ситуациям на Юге в правительствах Спадолини и Фанфани. С 1983 по 1987 год он занимал пост министра транспорта в правительствах, возглавляемых Беттино Кракси. В 1988 году он был одним из главных действующих лиц так называемого «скандала с золотыми листами». Он был обвинен вместе со своим секретарем Рокко Трейном в получении взяток на 720 миллионов лир за заключение контракта на поставку белья, был обвинен и впоследствии оправдан в 1996 году.
В 2004 году Синьориле основал движение «Социалистическое единство», а в 2005 году присоединился к новому радикально-социалистическому проекту «Роза в кулаке».
В 2007 году он присоединился к Реформистскому альянсу Оттавиано Дель Турко, чтобы способствовать участию группы социалистов в учредительном этапе Демократической партии..